# Teatr Komedia (1940–1944)

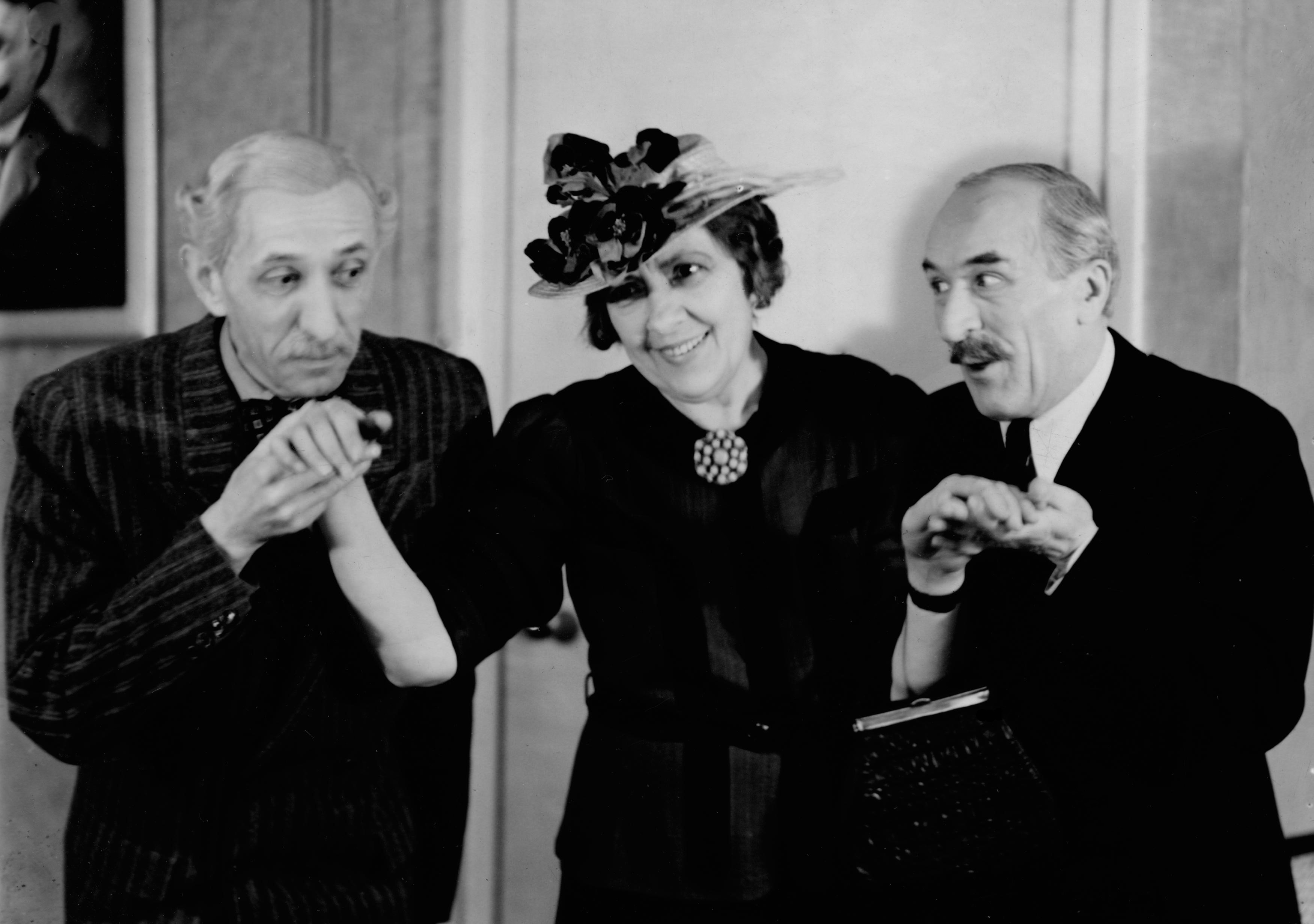
Stanisław Jaworski, Maria Mirska i Juliusz Łuszczewski w sztuce Łatwiej przejść wielbłądowi w Teatrze Komedia w maju 1942 roku

Teatr Komedia – jawny teatr działający w czasie II wojny światowej, w latach 1940–1944, przy ul. Kredytowej 14 w Warszawie.

## Historia
Teatr był prowadzony w latach 1940–1941 przez aktora-kolaboranta Igo Syma. Dysponował najlepszym zespołem aktorskim spośród wszystkich warszawskich teatrów okresu niemieckiej okupacji. Przed śmiercią Igo Sym sprzedał koncesję na jego prowadzenie Arturowi Józefowi Horwathowi.
W repertuarze dominowały sztuki o charakterze rozrywkowym. Reżyserem był Roman Niewiarowicz. W teatrze występowali (wbrew zakazowi Polskiego Państwa Podziemnego) m.in. Karol Benda, Maria Malicka, Kazimierz Junosza-Stępowski, Andrzej Szalawski, Adolf Dymsza, Józef Węgrzyn i Władysław Walter. W teatrze Komedia występowała także Ina Benita, która współpracowała z kontrwywiadem ZWZ-AK. Dla teatru kilkakrotnie napisali muzykę Jan Adam Maklakiewicz i Tadeusz Sygietyński.
Wstawiono w nim 41 sztuk, w tym 10 autorów polskich. Teatr działał do końca lipca 1944.